# Општина Виндереј (Васлуј)
Виндереј (рум. Vinderei) општина је у Румунији у округу Васлуј.
Oпштина се налази на надморској висини од 227 m.